# فرينسك
فرينسك (بالفرنسية: Frencq)‏ هي بلدية تقع في إقليم باد كاليه من منطقة نور با دو كاليه في شمال فرنسا. تبلغ مساحة هذه المدينة 19.81 (كم²)، وترتفع عن سطح البحر 33 م، يبلغ عدد سكانها 705 نسمة حسب إحصاء المعهد الوطني للإحصاء والدراسات الاقتصادية سنة 2009 م. وترأس Yves Francois البلدية خلال فترة (2008-2014).